# サッカートリニダード・トバゴ女子代表
サッカートリニダード・トバゴ女子代表（サッカートリニダード・トバゴじょしだいひょう）は、トリニダード・トバゴサッカー連盟(TTFF)によって編成されるサッカーのナショナルチームである。愛称は"The Soca Princesses"で、男子代表の愛称"SOCA Warriors"と対を成す。

## 概要
1991年に結成以降、CONCACAF内においては、ジャマイカやコスタリカらと共に、実力面で2番手のグループに位置する。
ゴールドカップがCONCACAF女子選手権という名称だった頃は、立て続けにベスト4入りという実績を残した。2006年度大会でも、予選ラウンドを突破して決勝トーナメント進出し、健在ぶりをアピールしている。
ノルウェー代表やカナダ代表での監督経験を持つノルウェー人指導者のエヴェン・ペレルッド(Even Pellerud)が、2008年より指揮を取っている。ペレルッドはU-20およびU-17代表監督も兼任している。

## 成績

### ワールドカップ
- 1991 - 予選敗退
- 1995 - 予選敗退
- 1999 - 予選敗退
- 2003 - 予選敗退
- 2007 - 予選敗退
- 2011 - 予選敗退
- 2015 - 予選敗退（エクアドルとの大陸間プレーオフ敗退）

### オリンピック
- 1996 - 予選敗退
- 2000 - 予選敗退
- 2004 - 予選敗退
- 2008 - 予選敗退
- 2012 - 予選敗退
- 2016 -

## CONCACAF女子ゴールドカップの成績
| 開催年 | 結果               | 試合 | 勝利 | 引分 | 敗戦 | 得点 | 失点 | 得失点 |
| ------ | ------------------ | ---- | ---- | ---- | ---- | ---- | ---- | ------ |
| 1991   | 3位                | 3    | 2    | 1    | 2    | 8    | 24   | -16    |
| 1993   | グループリーグ敗退 | 3    | 0    | 0    | 3    | 0    | 20   | -20    |
| 1994   | 4位                | 4    | 1    | 1    | 2    | 6    | 20   | -14    |
| 1998   | グループリーグ敗退 | 3    | 1    | 1    | 1    | 5    | 6    | -1     |
| 2000   | グループリーグ敗退 | 3    | 0    | 1    | 2    | 2    | 24   | -22    |
| 2002   | グループリーグ敗退 | 3    | 0    | 0    | 3    | 2    | 9    | -7     |
| 2006   | ベスト8            | 1    | 0    | 0    | 1    | 0    | 3    | -3     |
| 2010   | グループリーグ敗退 | 3    | 1    | 0    | 2    | 4    | 4    | 0      |
| 2014   | 4位                | 5    | 2    | 0    | 3    | 6    | 7    | -1     |
| 合計   | 9/9                | 28   | 7    | 4    | 17   | 33   | 117  | -84    |

### パンアメリカン競技大会
- 1999 - グループリーグ敗退
- 2003 -
- 2007 -
- 2011 - グループリーグ敗退
- 2015 - 本大会出場権獲得

## FIFAランキング
- 2003年から公表。現在は原則として3ヶ月ごとに発表される

参考:FIFA女子ランキング
| 発表年月日     | 順位         | 変動         | 地域内 ランク | 変動         |
| -------------- | ------------ | ------------ | ------------- | ------------ |
| 2003年7月16日  | 40位         | --           | 4位           | --           |
| 2003年8月29日  | 40位         | →            | 4位           | →            |
| 2003年10月24日 | 40位         | →            | 4位           | →            |
| 2003年12月15日 | 40位         | →            | 4位           | →            |
| 2004年3月15日  | 40位         | →            | 4位           | →            |
| 2004年6月7日   | 39位         | ↑            | 4位           | →            |
| 2004年8月30日  | 39位         | →            | 4位           | →            |
| 2004年12月20日 | 39位         | →            | 4位           | →            |
| 2005年3月25日  | 39位         | →            | 4位           | →            |
| 2005年6月24日  | 39位         | →            | 4位           | →            |
| 2005年9月16日  | 41位         | ↓            | 4位           | →            |
| 2005年12月21日 | 39位         | ↑            | 4位           | →            |
| 2006年3月17日  | 39位         | →            | 4位           | →            |
| 2006年5月19日  | 40位         | ↓            | 4位           | →            |
| 2006年9月15日  | 40位         | →            | 4位           | →            |
| 2006年12月22日 | 39位         | ↑            | 4位           | →            |
| 2007年3月16日  | 41位         | ↓            | 4位           | →            |
| 2007年6月15日  | 38位         | ↑            | 4位           | →            |
| 2007年10月5日  | 38位         | →            | 4位           | →            |
| 2007年12月21日 | 44位         | ↓            | 4位           | →            |
| 2008年3月21日  | 44位         | →            | 4位           | →            |
| 2008年6月6日   | 41位         | ↑            | 4位           | →            |
| 2008年9月5日   | 41位         | →            | 4位           | →            |
| 2008年12月19日 | 41位         | →            | 4位           | →            |
| 2009年3月27日  | 42位         | ↓            | 4位           | →            |
| 2009年6月26日  | 42位         | →            | 4位           | →            |
| 2009年9月25日  | 43位         | ↓            | 4位           | →            |
| 2009年12月18日 | （ランク外） | （ランク外） | （ランク外）  | （ランク外） |

## 選手
GK
DF
MF
FW